# Hotel Kreid

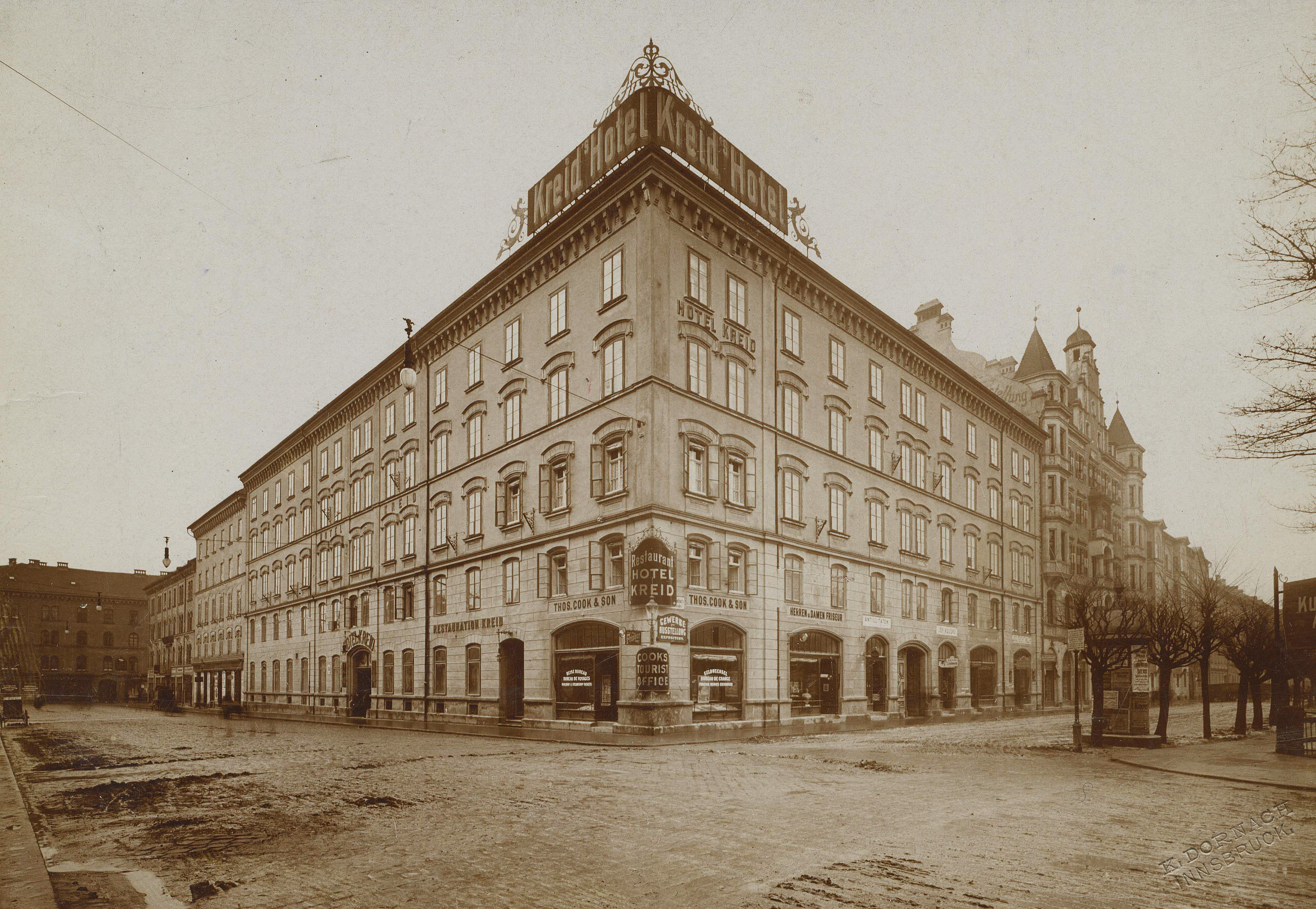
Hotel Kreid, 1890

Das Hotel Kreid war im 19. und 20. Jahrhundert eines der angesehensten Häuser in Innsbruck. Ursprünglich ein elegantes Hotel, das die Bedürfnisse von Reisenden und Geschäftsleuten bediente, entwickelte es sich im Laufe der Zeit zu einem beliebten Treffpunkt für die lokale Gesellschaft.

## Geschichte
1859 wurde an der Ecke Bozner Platz/Meinhardstraße eines der größten Wohngebäude der Stadt errichtet. Dieses wurde von 1887 bis 1889 in ein Hotel umgebaut.
Während und nach dem Ersten Weltkrieg diente das Hotel wechselnden Militärbesetzungen, darunter zuerst den K.u.K. und später den italienischen Offizieren. In den Nachkriegsjahren wurde das Hotel grundlegend saniert, vor allem zwischen 1925 und 1930. Besitzer war bis 1903 Johann Kreid sen. und dann Johann Kreid jun. und Maria Kreid verehelichte v. Andreatta jeweils zu 50 %.
Das Hotel war nach dem Zweiten Weltkrieg bis 1955 von französischen Offizieren besetzt und bewohnt, wie bereits 1918 von italienischen. Hernach gab es abermals eine große Sanierung und Umgestaltung der Fassade bis 1970 das Hotel Kreid an die Wohnungseigentum GmbH. verkauft und schließlich abgerissen wurde. An seiner Stelle entstand die „brutalistische“ Kreidpassage samt Wohnblock, die den Namen des historischen Ortes in moderner Form weitertrug.
Das Hotel Kreid war zuletzt im Besitz der Familie v. Andreatta und der Familie Liensberger-v. Eimannsberger-Kreid. Auch die Läden in der Meinhardstraße 16, die das Gebäude ergänzten, prägten die Stadtgeschichte. So betrieb die Familie Ferschl, bestehend aus dem Friseur Jakob und seiner Tochter Elisabeth, ab den 1910er Jahren bis 1961 einen Salon an dieser Adresse. Ebenso das Tuchwarengeschäft des Gottfried Gröber, das 1913 aus der Kiebachgasse in die Meinhardstraße 16 umzog, stellte einen wichtigen Teil des Innsbrucker Wirtschaftslebens dar. Nach dem Zweiten Weltkrieg endete jedoch auch diese Ära, als die Gewerbe der Familie in Verbindung mit dem Neubau 1970 eingestellt wurden.

## Der Fall Frieda Nietlisbach: Ein Raubmord im Hotel Kreid in Innsbruck im Jahr 1947
Am 5. November 1947 wurde die Schweizer Kochbuchautorin Frieda Nietlisbach im Hotel Kreid Opfer eines Raubmordes. Die damals 66-jährige Schriftstellerin war in einem Zimmer des Hotels leblos aufgefunden worden.
Bereits am folgenden Tag fand eine Obduktion statt, die bestätigte, dass Frieda Nietlisbach erwürgt worden war. Die Ermittlungen der Kriminalpolizei führten jedoch schnell zu einem Tatverdächtigen. Am 7. November veröffentlichte die Tiroler Tageszeitung ein Täterprofil. Die Ermittlungen der Kriminalpolizei führten innerhalb weniger Tage zur Festnahme der Täter.